# Konec prokrastinace
Konec prokrastinace (s podtitulem Jak přestat odkládat a začít žít naplno) je česká kniha Petra Ludwiga; zabývá se tématem prokrastinace – chorobného odkládání úkolů a povinností. Autora k napsání knihy přivedl v dubnu 2012 Tomáš Baránek z nakladatelství Jan Melvil Publishing. Kniha vyšla v květnu 2013 a ihned se zařadila mezi bestsellery. Její křest proběhl 22. května 2013 v HUB Praha, kmotry se stali podnikatelka Margareta Křížová a vývojář Nette Frameworku David Grudl. Vydání knihy provázela i mediální kampaň, která se kromě propagací knihy věnovala i rozšíření povědomí o prokrastinaci. Kniha vyšla i elektronicky (pro platformu Kindle na konci září 2013). Text knihy doplňují barevné obrázky a schémata.

## Popis

Schematické znázornění prokrastinace z knihy

V úvodní kapitole autor rozebírá historii a současnost prokrastinace dle vědeckých studií, které jsou citovány na konci knihy. Seznamuje čtenáře s pojmem rozhodovací paralýza, tedy neschopnost rozhodnout se mezi mnoha různými variantami. Kniha se zaměřuje na čtyři faktory, které odkládání věcí ovlivňují: motivace, akceschopnost, výstupy a objektivita. V kapitole o motivaci najdeme rozlišení na vnější a vnitřní; vnitřní motivace se člení na motivaci cíli a motivaci cestou, která umožňuje zažívat spokojenost s přítomností. Petr Ludwig za hlavní příčinu odkládání věci označuje neschopnost seberegulace, tedy dovednost poručit si a poslechnout se. Situaci přirovnává k jezdci a slonu, přičemž jezdec představuje lidské racionální jednání a slon emoční limbický systém. K chování křečka běhajícího v nekonečném kolotoči přirovnává jednání člověka, kterému se nedaří a on se stále zaměřuje na negativní minulost; autor doporučuje zvýšit orientaci na budoucnost a připomínat si dřívější pozitiva. V poslední kapitole „Objektivita“ se popisují mentální modely, jimž lidé často věří, přestože nemusí být pravdivé. Jako příklad kniha uvádí Dunning-Krugerův efekt.
Kniha představuje řadu nástrojů, majících čtenáři pomoci s bojem proti prokrastinaci. Například: sepsání osobní vize, vedení tzv. buzer-lístku (inspirováno metodou kaizen, jedná se o seznam činností, které člověk měl dělat a po jejichž splnění si je může odškrnout), todo-today [tə ˈduː təˈdeɪ] (vizuálně zajímavý podle priorit seřazený list todo). Další z osmi nástrojů se nazývá flow-lístek [fləʊ lístek], kam si má člověk denně zapisovat tři pozitivní věci.

## Překlady
Kniha vyšla již v 18 překladech: angličtině (USA, UK, AU/NZ), francouzštině, němčině, ruštině, japonštině, korejštině, slovinštině, maďarštině a nizozemštině.